# Frederick Orpen Bower
Frederick Orpen Bower, född den 4 november 1855 i Ripon, död där den 11 april 1948, var en brittisk botaniker. Auktorsnamnet Bower kan användas för Frederick Orpen Bower i samband med ett vetenskapligt namn inom botaniken; se Wikipediaartiklar som länkar till auktorsnamnet.
Bower var professor i botanik vid universitetet i Glasgow 1885–1925 och president i Royal Society of Edinburgh 1919–1924. Han gjorde sig känd för sina grundläggande undersökningar över kärlkryptogamernas, särskilt ormbunkarnas anatomi, embryologi och fylogeni, varvid han behandlade såväl recenta som utdöda grupper. Inom morfologin och metamorfosläran uppställde han den så kallade podiumteorin för förklaring av sambandet mellan stam och blad hos ett skott och ägnade sig i övrig åt undersökningar av generationsväxlingen och dess betydelse för uppkomsten av landvegetationen, åt blommans morfologi, anatomin och fysiologin hos Welwitschia med mera. Bland hans arbeten märks The origin of a land flora (1908, ny upplaga 1929), Studies in the phylogeny of the Filicales (1910–1918), The ferns (3 band, 1923–1928), Size and form in plants (1930), Primitive landplants, also known as the Archegoniatae (1935) och Sixty years of botany in Britain (1938).